# Новоторецьке (Гродівська селищна громада)
Новоторе́цьке — село Гродівської селищної громади Покровського району Донецької області, Україна. У селі мешкає 22 людей.

## Загальні відомості
Відстань до райцентру становить близько 22 км і проходить автошляхом місцевого значення.

## Населення
За даними перепису 2001 року населення села становило 22 особи, з них 68,18 % зазначили рідною мову українську та 31,82 % — російську.